# Шабло, Евгений Александрович
Евге́ний Алекса́ндрович Шабло́ (укр. Євгеній Олександрович Шабло; 1996, Сумская область) — украинский военнослужащий, капитан, участник российско-украинской войны. Герой Украины (2025).

## Биография
С начала полномасштабного вторжения России в Украину Евгений Шабло проходил службу в 36-й отдельной бригаде морской пехоты ВСУ на должности командира роты противотанковых ракетных комплексов. Принимал участие в боях за Волчанск в Харьковской области. С октября 2024 года участвовал в боях на Курском направлении. В марте 2025 года организовал вывод личного состава и вооружения из города Суджа, находившегося под угрозой окружения

## Награды
- Звание «Герой Украины» с вручением ордена «Золотая Звезда» (22 мая 2025) — за личное мужество и героизм, проявленные в защите государственного суверенитета и территориальной целостности Украины, верность военной присяге[1].
- Орден Богдана Хмельницкого III степени (18 ноября 2024) — за личное мужество и высокий профессионализм, проявленные в защите государственного суверенитета и территориальной целостности Украины, верность военной присяге[2].